# 러시다 털리브
러시다 털리브(영어: Rashida Harbi Tlaib, 1976년 7월 24일 ~ )는 미국의 정치인이자 변호사이며, 2019년부터 미시간주 연방 하원의원으로 재직 중이다. 민주당 소속이다. 연방의회 의원 중 최초의 팔레스타인-아메리칸 여성 의원이며, 일한 오마와 함께 최초의 무슬림 여성 연방의원 2인 중 1명이다.
연방 하원의원 이전에는 미시간주 주의회 하원의원이었다. 미시간주의회의 최초 여성 무슬림 의원이었다. 2016년 디트로이트에서 트럼프 대통령의 연설을 방해한 혐의로 체포된 적이 있다.
미국 민주사회주의자 (DSA)의 구성원이다. 그녀와 알렉산드리아 오카시오코르테스는 DSA 소속의 세번째와 네번째 연방의회 의원이며, 최초의 DSA 소속 여성 의원들이다. 도널드 트럼프 행정부에 대해 비판해왔으며, 대통령 탄핵을 주장했다.
알렉산드리아 오카시오코르테스, 일한 오마, 아이아나 프레슬리와 함께 비공식 4인 하원의원 모임을 구성하고 있으며, 이들 모임은 '스쿼드'라 불린다. 이들은 모두 진보 성향의 초선 유색인종 여성 의원이라는 공통점이 있다.

## 어린 시절
1976년 7월 24일 노동계급의 팔레스타인계 이민자 부모의 14명의 자녀 중 맏이로 디트로이트에서 태어났다. 그녀의 어머니는 팔레스타인의 Beit Ur al-Fauqa에서 아버지는 팔레스타인의 Beit Hanina에서 태어났다. 그의 가족은 이스라엘 내 팔레스타인 주민 자치지역인 '웨스트뱅크(요르단강 서안 지구)'로부터, 니카라과로 이주했다가, 디트로이트에 정착한 것으로 알려져 있다. 그의 아버지는 포드 자동차 회사의 조립라인에서 일했으며, 그녀의 가정은 이따금씩 복지 지원에 의존했다.

## 미국 연방의회 하원의원
털리브는 2018년 예비선거에서 민주당 내 경쟁자 5명을 물리치고 민주당의 미시간주 연방하원 결선 후보로 추대되었다. 선거구 내 공화당 후보가 없었기 때문에, 당내 경선 승리로 인해 당선이 기정사실화되었다.
일한 오마와 함께 무슬림 여성 미국연방 하원의원이 된 최초의 두 명 중 한 명이다. 이전까지 무슬림 연방의회 의원은 2006년 당선된 키스 엘리슨 연방 하원의원(미네소타주)과 2008년 당선된 안드레이 카슨 연방 하원의원 (인디애나주) 2명으로 모두 남성이었다.

## 정치적 성향
- 이스라엘 외교 : 이스라엘의 대팔레스타인 정책에 대해 비판적이다. 2019년 8월 이스라엘 정부 관리에 따르면, 이스라엘 정부는 러시다 털리브, 일한 오마 두 미국 하원 의원의 입국을 현행 규정에 따라 허가하지 않을 가능성이 있다. 이에 대해 백악관은 이스라엘 정부가 원하는 조치를 할 수 있다는 입장을 표했다.[2] 이스라엘 정부의 입국 불허 결정에, 털리브는 90대인 할머니를 뵐 수 있도록 방문 허가를 요청했고, 이스라엘 내무부는 이스라엘 내 반정부 관련활동을 엄격히 금지한다는 조건을 제시했다. 털리브가 이에 동의하자, 이스라엘 정부는 그의 방문을 인도적으로 허가하겠다고 발표했다.[5] 이에 털리브는 굴욕감을 주기 위한 억압적인 조건 하에서는 이스라엘을 방문하지 않을 것이라고 밝혔다.[6]

## 같이 보기
- 스쿼드 (미국 연방의회)

## 역대 선거 결과
| 선거명      | 직책명                       | 대수  | 정당   | 득표율 | 득표수    | 결과 | 당락                   |
| ----------- | ---------------------------- | ----- | ------ | ------ | --------- | ---- | ---------------------- |
| 2008년 선거 | 하원의원 (미시간 제12선거구) | 95대  | 민주당 | 90.06% | 14,228표  | 1위  | 미시간 주의원 당선     |
| 2010년 선거 | 하원의원 (미시간 제12선거구) | 96대  | 민주당 | 91.96% | 6,975표   | 1위  | 미시간 주의원 당선     |
| 2012년 선거 | 하원의원 (미시간 제6선거구)  | 97대  | 민주당 | 92.19% | 28,794표  | 1위  | 미시간 주의원 당선     |
| 2018년 선거 | 하원의원 (미시간 제13선거구) | 116대 | 민주당 | 84.24% | 165,355표 | 1위  | 미시간주 하원의원 당선 |
| 2020년 선거 | 하원의원 (미시간 제13선거구) | 117대 | 민주당 | 78.08% | 223,205표 | 1위  | 미시간주 하원의원 당선 |
| 2022년 선거 | 하원의원 (미시간 제12선거구) | 118대 | 민주당 | 70.84% | 196,643표 | 1위  | 미시간주 하원의원 당선 |
| 2024년 선거 | 하원의원 (미시간 제12선거구) | 119대 | 민주당 | 69.70% | 253,354표 | 1위  | 미시간주 하원의원 당선 |